# Croix de chemin d'Offemont (1716)
Pour les articles homonymes, voir Croix de chemin d'Offemont.
La Croix de chemin d'Offemont (1716) est une croix de chemins datée de 1716 située sur la commune d'Offemont dans le département français du Territoire de Belfort.

## Description
Elle représente saint Guérin ou saint Augustin (les avis divergent). Elle était située à l'origine au niveau du carrefour de la rue Aristide Briand et de la rue des Eygras et se trouve maintenant en bordure de la route départementale 22.